# Montreal, Wisconsin
Montreal là một thành phố thuộc quận Iron, tiểu bang Wisconsin, Hoa Kỳ. Năm 2000, dân số của thành phố này là 838 người.